# Округ Апанус (Ајова)
Апанус (енгл. Appanoose County) је округ у америчкој савезној држави Ајова.

## Демографија
По попису из 2010. године број становника је 12.887, што је 834 (-6,1%) становника мање 2000. године.
| Група             | 2000.          | 2010.          |
| Белци             | 13.382 (97,5%) | 12.470 (96,8%) |
| Афроамериканци    | 58 (0,4%)      | 63 (0,5%)      |
| Азијати           | 36 (0,3%)      | 36 (0,3%)      |
| Хиспаноамериканци | 135 (1,0%)     | 181 (1,4%)     |
| Укупно            | 13.721         | 12.887         |